# Mangrovebossen van Zuid-Afrika en Mozambique
De Mangrovebossen van Zuid-Afrika en Mozambique vormen een kleine ecoregio van het Afrotropisch gebied. De regio bestaat uit een aantal kleine mangrovegebiedjes in zuidelijk Mozambique en de Zuid-Afrikaanse provincies KwaZoeloe-Natal en Oost-Kaap.
Verder noordelijk langs de kust van Mozambique van Oost-Afrika ligt de ecoregio Mangrovebossen van Oost-Afrika (AT1402), die groter is en beter ontwikkeld. Het verschil is voornamelijk dat de zuidelijkste mangroven de enige subtropische mangroven van Afrika vormen omdat ze op hogere breedtegraden liggen en de warme Agulhasstroom er langs de kust stroomt.
Op de kust van de voormalige Transkei komen in 17 estuaria mangroven voor, maar het totale oppervlak is niet meer dan 0,17 km². Er komen soorten voor als Avicennia marina, Bruguiera gymnorhiza en Rhizophora mucronata. In de Mkozi-monding wordt ook Acrostichum aureum L. aangetroffen.

## Galerij

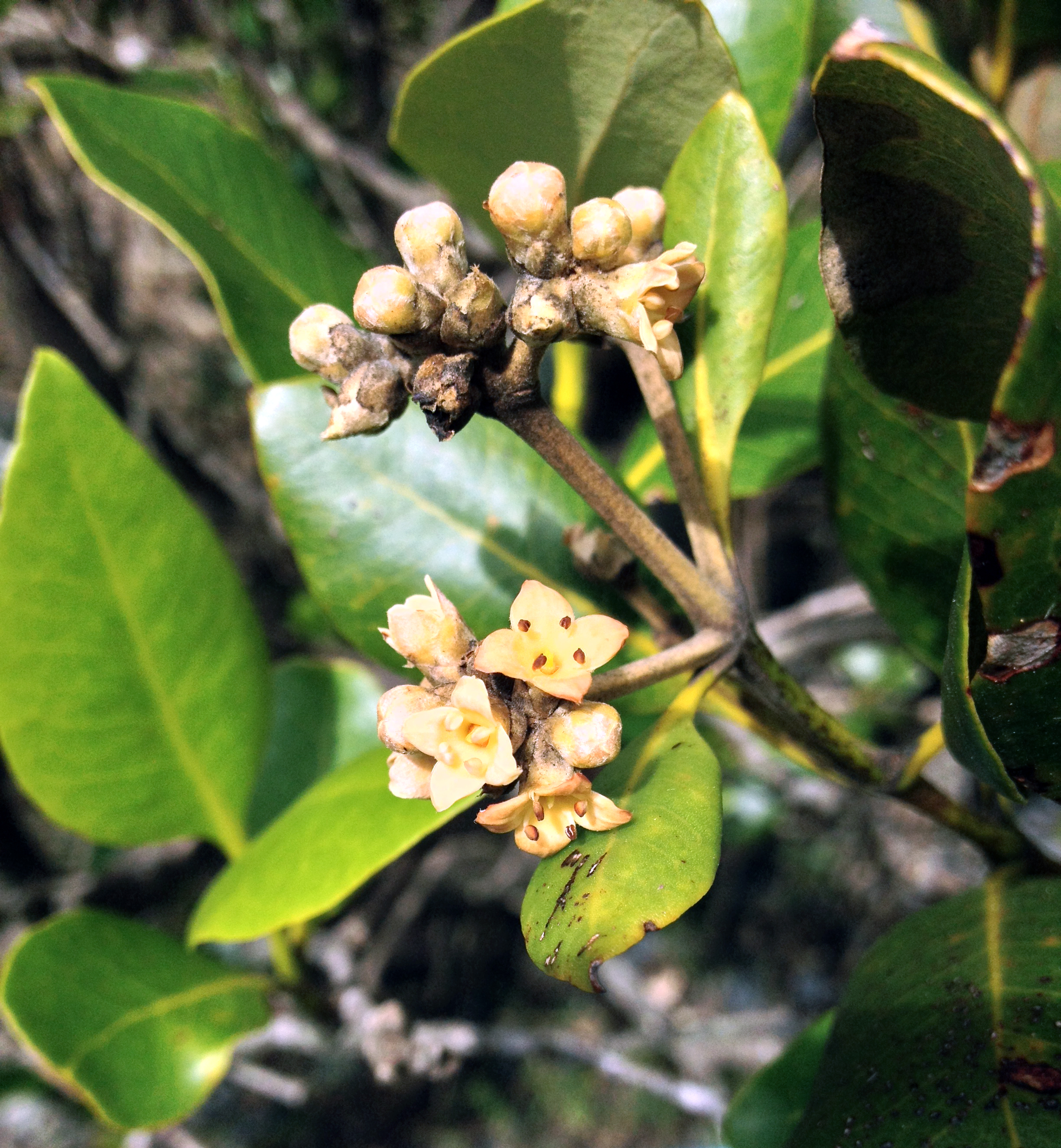
Avicennia marina bloesem
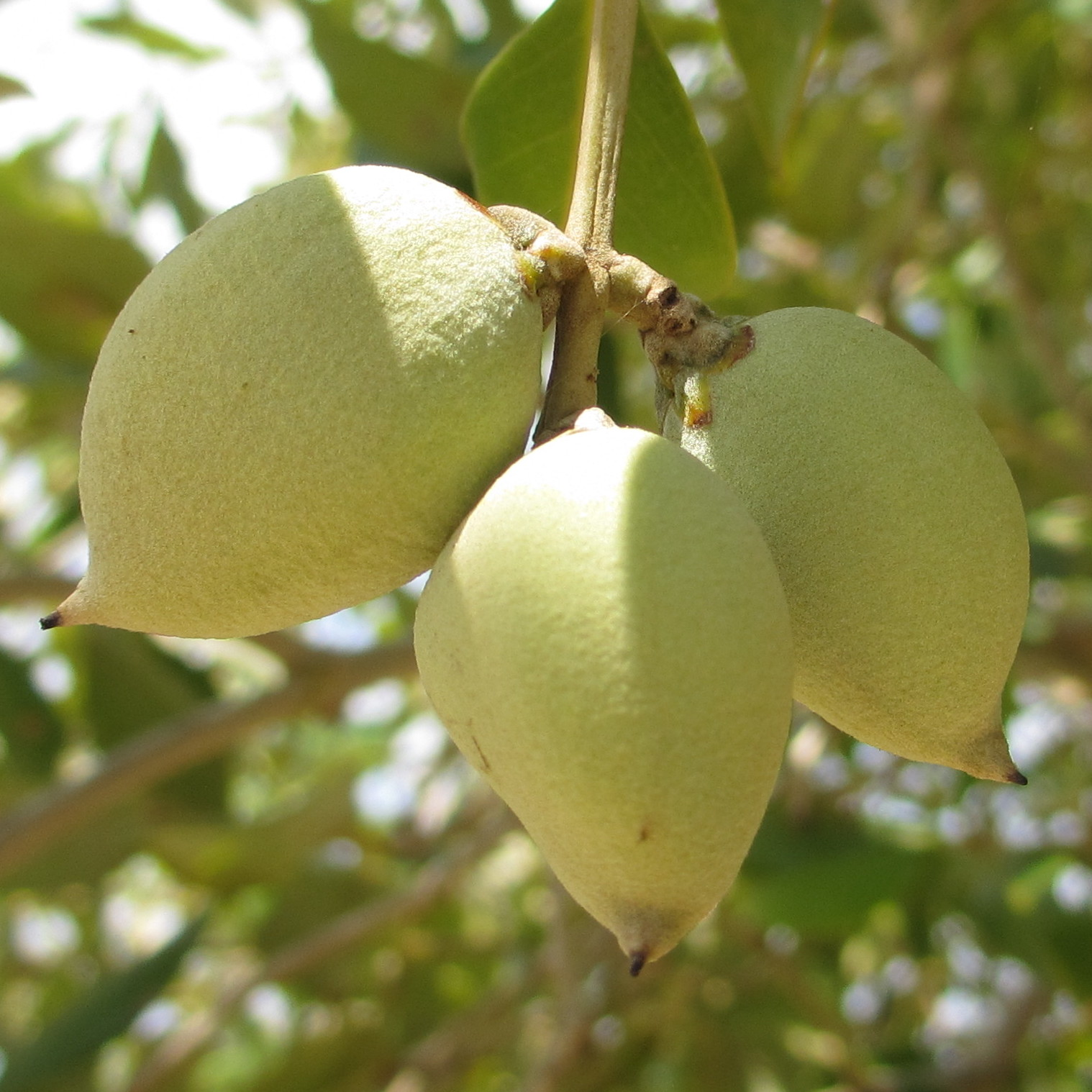
Avicennia marina - capsules
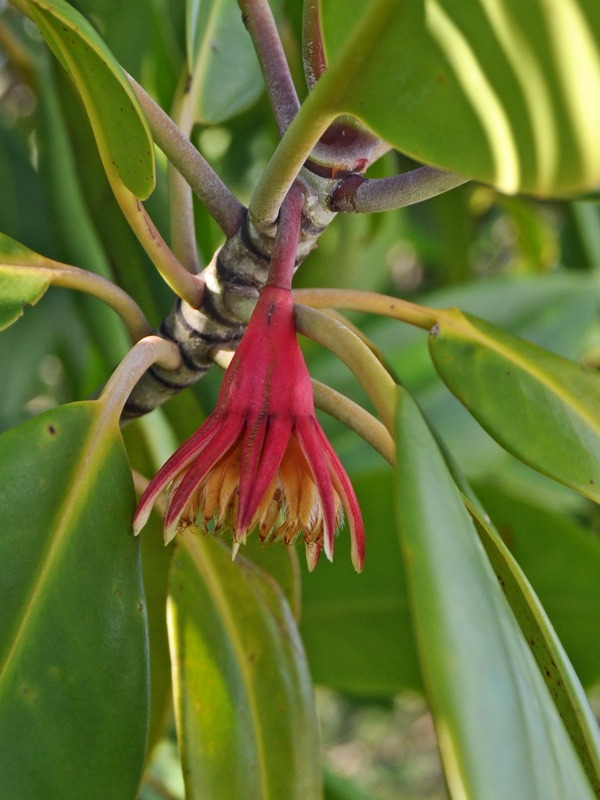
Bruguiera gymnorhiza
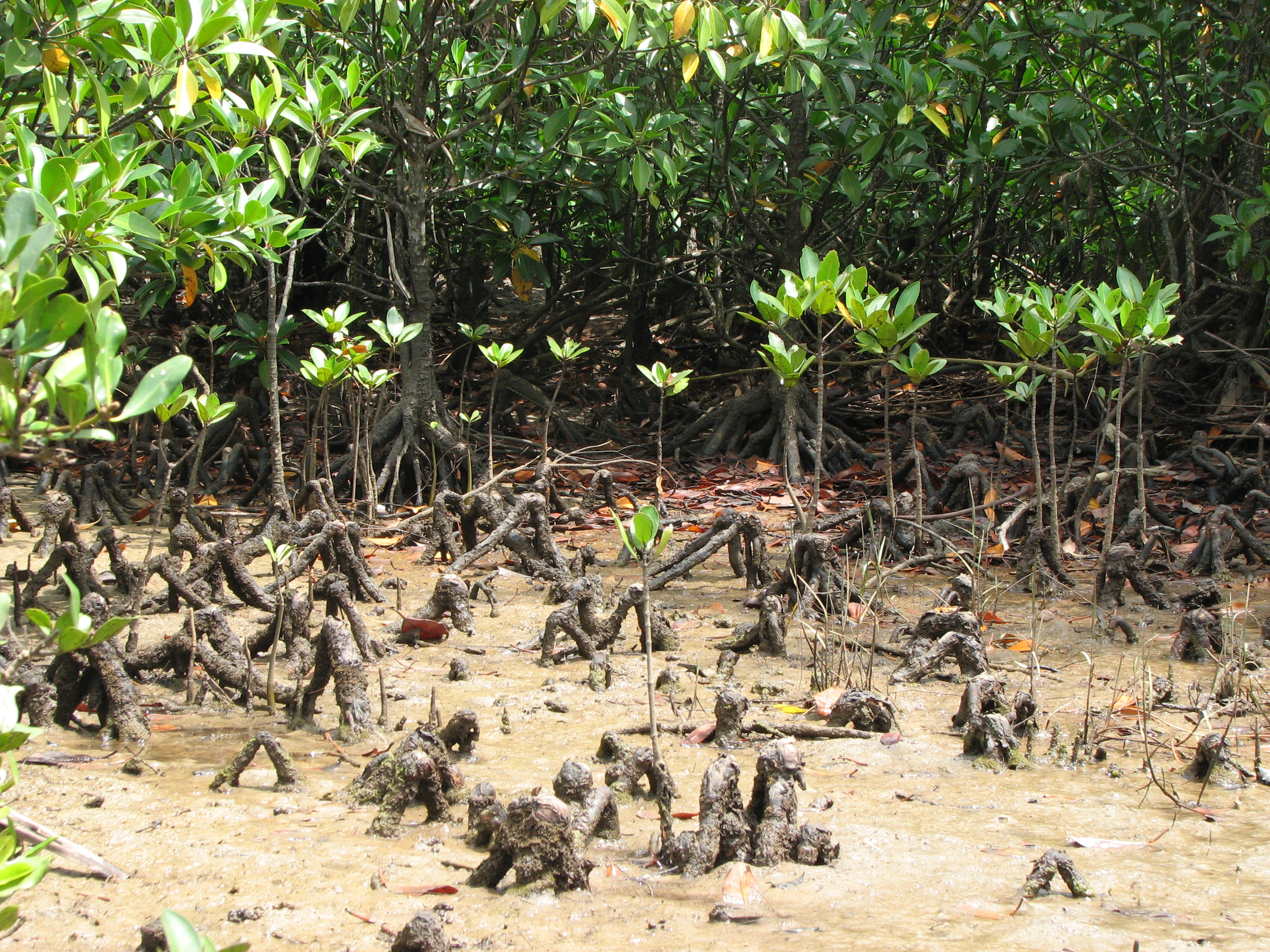
Bruguiera gymnorhiza
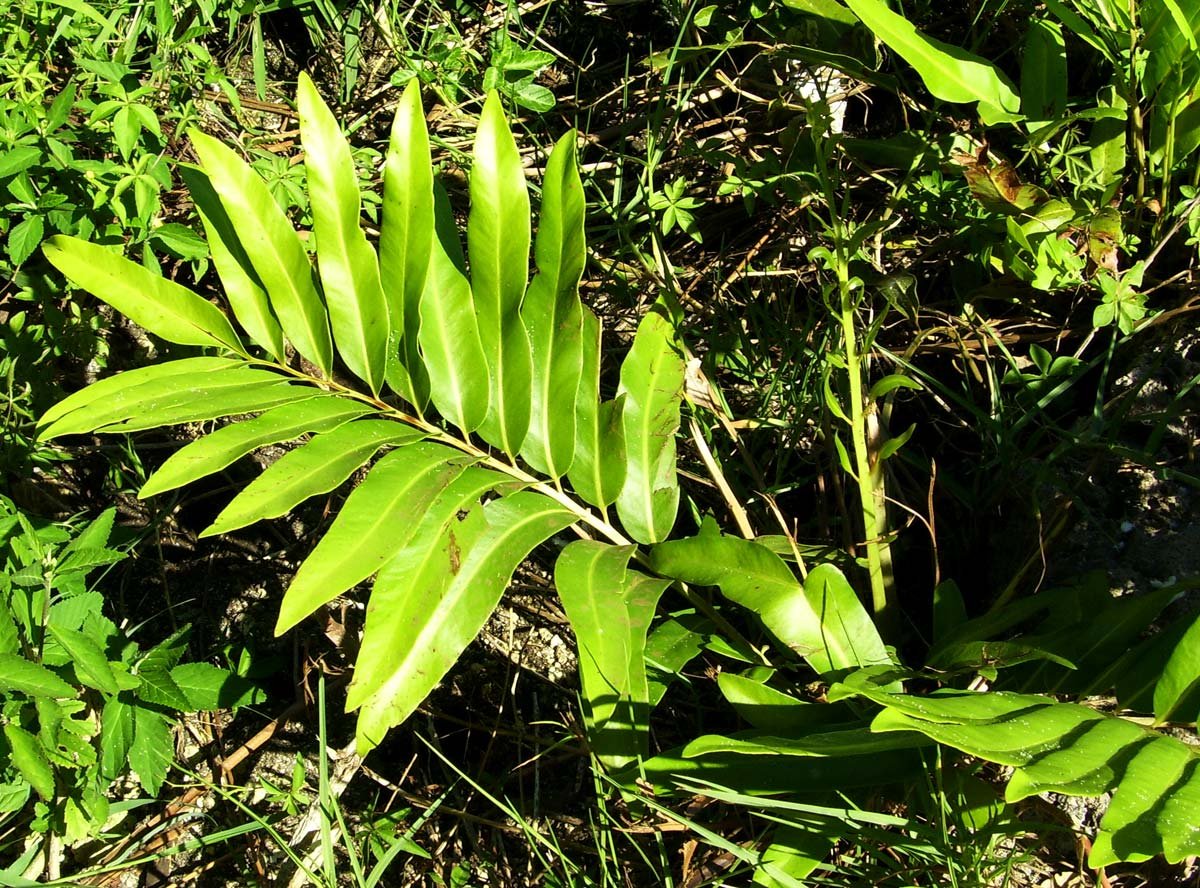
Acrostichum aureum

AT0115 Bergwouden · 
AT0116 Kustbossen · 
AT0119 Maputaland · 
AT0708 Kalahari bosland · 
AT0717 Bosveld · 
AT0725 Mopanebosland · 
AT1003 Hoge Drakensbergen · 
AT1004 Lage Drakensbergen

AT1009 Hogeveld · 
AT1012 Pondoland · 
AN1104 Marioneiland · 
AT1201 Zuurveld · 
AT1202 Laag fynbos · 
AT1203 Hoog fynbos · 
AT1309 Kalahari droge savanne · 
AT1314 Nama-Karoo · 
AT1322 Succulenten-Karoo · 
AT1405 Mangrovebossen